# A vonzás szabályai (film)
A vonzás szabályai (eredeti cím: The Rules of Attraction) egy 2002-es amerikai-német fekete-komédia, filmdráma Roger Avary rendezésében. A forgatókönyvet Roger Avaryvel közösen Bret Easton Ellis írta, saját, 1987-es, azonos című regénye alapján. A főszerepekben James Van Der Beek, Shannyn Sossamon, Ian Somerhalder, Jessica Biel, Kate Bosworth és Kip Pardue látható.

## Cselekmény
Szex, drogok és rock 'n' roll uralja a New England-i Camden College neves kollégiumának tanulóinak életét. Lauren, Sean és Paul ezen a főiskolán tanul, ahol züllött bulik határozzák meg a mindennapjaikat.
Sean, az egyetem drogdílere rendszeresen kap szerelmes leveleket egy névtelen hódolótól, akiről egy véletlen találkozás után azt feltételezi, hogy Lauren. Lauren azonban szerelmes Victorba, aki éppen európai kiránduláson van. A homoszexuális Paul viszont beleszeret Seanba, bár ő heteroszexuális, és úgy tűnik, észre sem veszi Pault. Végül Sean egy buli után lefekszik Lauren lakótársával, Larával, mire búcsúzóul kap egy utolsó szerelmes levelet. A levelek azonban nem Laurentől származnak, ahogy Sean gyanítja, hanem egy ismeretlen lánytól, aki szerelmi bánatból felvágja az ereit a fürdőkádban. Miután Sean lefeküdt Larával, Lauren hallani sem akar róla. Victor visszatér európai körútjáról és nem is emlékszik Laurenre és nem is akar foglalkozni a lánnyal. Paulról pedig Sean nem vesz tudomást.
A film történet elején látható bulival ér véget, de ezúttal megváltozott cselekménnyel. Sean most nem a buliba tart, hanem motorral elhajt a sötétbe; a film hirtelen ér véget egy útkereszteződésben, Sean monológjának közepén.

## Szereplők
| Szerep               | Színész             | Magyar hang        |
| -------------------- | ------------------- | ------------------ |
| Sean Bateman         | James Van Der Beek  | Bozsó Péter        |
| Lauren Hynde         | Shannyn Sossamon    | Kiss Eszter        |
| Victor Johnson       | Kip Pardue          | Markovics Tamás    |
| Lara Holleran        | Jessica Biel        | Zakariás Éva       |
| Paul Denton          | Ian Somerhalder     | Lippai László      |
| Rupert Guest         | Clifton Collins Jr. | Hujber Ferenc      |
| Mitchell Allen       | Thomas Ian Nicholas | Hevér Gábor        |
| Richard `Dick` Jared | Russell Sams        | Simonyi Balázs     |
| Mrs. Denton          | Faye Dunaway        | Menszátor Magdolna |
| Kelly                | Kate Bosworth       |                    |
| Harry                | Jay Baruchel        |                    |
| Mr. Lawson           | Eric Stoltz         |                    |

## Forgatás
A vonzás szabályait a (Victor európai körútját leszámítva) kaliforniai Redlands Egyetemen és környékén forgatták. A film volt az egyik első olyan stúdiófilm, amelyet Final Cut Pro programmal vágtak, mégpedig az FCP 3 béta verziójával. 
Avary kijelentette, hogy célja az volt, hogy "egy művészfilmet készítsen tinédzsereknek." A költségvetési korlátok miatt Avarynak saját magának kellett finanszíroznia Victor európai útjának forgatását. Kip Pardue színészt egy kézikamerával követte a különböző országokba, folyton filmezve őt, miközben a színész attól a pillanattól kezdve, hogy az Egyesült Államokból induló repülőgépre szállt, a szerepében maradt. 
A filmnek több változata is létezik, mivel a filmet megvágták, hogy az Egyesült Államokban és más területeken kevésbé szigorú minősítést kaphasson. A film az "erős szexuális tartalom, droghasználat, trágár nyelvezet és erőszakos képek" miatt eredetileg NC-17-es besorolást kapott, de Avary rendező vágásokat végzett a filmen, hogy megkapja az R besorolást.

## Filmzene
A filmzene nagy részét Andy Milburn és Tom Hadju duója szerezte, akiket együttesen Tomandandy néven ismernek. A filmben szereplő további dalok abból a korszakból származnak, amelyben a könyv játszódik, többek között a The Cure, a Love and Rockets, a Public Image Ltd., a Blondie, a The Go-Go's, a Yazoo , és az Erasure egy-egy dala is hallható. A filmben szerepelnek még a  The Rapture, Milla Jovovich, Der Wolf és Serge Gainsbourg számai is.

## Fogadtatás

### Bevételi adatok
A vonzás szabályai 4 millió dolláros költségvetésből 11 819 244 dolláros bevételt hozott világszerte, így a film kisebb kasszasiker lett.

### Kritikai visszhang
A Rotten Tomatoes-on kritikusok értékelése alapján a film 44%-os tetszést aratott. 142 kritikusból 79 negatívan értékelte a filmet és 63 kritikus volt jó véleménnyel róla.
A film alapját adó könyv szerzője, Bret Easton Ellis 2010-ben pozitívan nyilatkozott a filmről, amikor írásai filmadaptációiról beszélt: „A kedvenc filmem a négy közül A vonzás szabályai volt. Szerintem ez volt az egyetlen, amely filmes módon ragadta meg a regény érzékenységét. Tudom, hogy úgy hangzik, mintha filmkritikus lennék ezzel kapcsolatban, de érzelmi értelemben beszélek erről – mint a regény írója. Megnéztem azt a filmet, és úgy gondoltam, hogy olyan módon értették meg, ahogy Mary Harron (az Amerikai pszichó rendezője) nem, és a Less than Zero (Fagypont alatt) sem.”

## Fordítás
- Ez a szócikk részben vagy egészben  a   The Rules of Attraction (film) című angol Wikipédia-szócikk fordításán alapul.  Az eredeti cikk szerkesztőit annak laptörténete sorolja fel. Ez a jelzés csupán a megfogalmazás eredetét és a szerzői jogokat jelzi, nem szolgál a cikkben szereplő információk forrásmegjelöléseként.